# ルメッツァーネ
ルメッツァーネ（伊: Lumezzane）は、イタリア共和国ロンバルディア州ブレシア県にある、人口約2万2000人の基礎自治体（コムーネ）。

## 地理

### 位置・広がり
ブレシア県中部の、ヴァル・トロンピア (it:Val Trompia) に位置するコムーネである。県都ブレシアから北北東へ13km、イゼーオ湖東岸のイゼーオから東へ17km、ガルダ湖西岸のサロから西北西へ20km、州都ミラノから東北東へ87kmの距離にある。

#### 隣接コムーネ
隣接するコムーネは以下の通り。
- アニョージネ
- ビオーネ
- カイーノ
- カスト
- コンチェージオ
- マルケーノ
- ナーヴェ
- サレッツォ
- ヴィッラ・カルチーナ

### 地震分類
イタリアの地震リスク階級 (it) では、3 に分類される
。

## 行政

### 分離集落
ルメッツァーネには以下の分離集落（フラツィオーネ）がある。
- Faidana, Fontana, Gazzolo, Gombaiolo, Mezzaluna, Montagnone, Mosniga, Piatucco, Pieve, Dosso, Premiano, Renzo, San Sebastiano, Sant'Apollonio, Termine, Tufi, Valle, Villaggio Gnutti, Villaggio Gobbi,Cavallo

### 山岳部共同体
広域行政組織である山岳部共同体「ヴァッレ・トロンピア山岳部共同体」 (it:Comunità montana di Valle Trompia) （事務所所在地: ガルドーネ・ヴァル・トロンピア）を構成するコムーネの一つである。